# クラシカル・メニュー
『クラシカル・メニュー』は宝塚歌劇団の舞台作品。月組公演。
併演作品は『スリナガルの黒水仙』。

## 解説
※『宝塚歌劇100年史（舞台編）』の宝塚大劇場公演のページを参照
砂漠の中の廃墟が、X年に一度、華麗なる宮殿が甦るという設定で、宮廷における様々な人間模様をショーとして構成している。チャイコフスキーやモーツァルトの名曲に乗って、幻の城の扉が次々に開かれ、幻の人達が甦る。

## 公演期間と公演場所
- 1980年6月27日 - 8月12日[2]　宝塚大劇場
- 1980年11月1日 - 11月27日[3]　東京宝塚劇場

## 宝塚大劇場公演のデータ
形式名「ビッグ・ショー」。20景。副題は「0891 まぼろし年」。

### スタッフ（宝塚大劇場）
- 作・演出：草野旦[2]
- 音楽[4]：寺田瀧雄、南安雄、高橋城
- 音楽指揮：十時一夫[4]
- 振付[4]：喜多弘、朱里みさを、アキコ・カンダ、小井戸秀宅
- 装置：大橋泰弘[4]
- 衣装：任田幾英[4]
- 照明：今井直次[5]
- 音響：松永浩志[5]
- 小道具：万波一重[5]
- 効果：吉田雄二[5]
- 演出補：村上信夫[5]
- 演出助手[5]：正塚晴彦、小池修一郎
- 制作：橋本雅夫[5]
- ヘア・デザイン：和田好弘[5]